# Roland Peters (Eishockeyspieler)
Roland Peters (* 17. September 1951 in Rostock, Deutsche Demokratische Republik; † 24. November 2018) war ein deutscher Eishockeyspieler und Mitglied der Hall of Fame des deutschen Eishockeymuseums. Dietmar Peters ist sein älterer Bruder.

## Karriere
Roland Peters spielte erst von 1968 bis 1970 für die Mannschaft des SC Empor Rostock, bevor er 1970 nach Berlin zum SC Dynamo wechselte. In Berlin spielte er bis 1988 und gewann mit Dynamo mehrfach den DDR-Meistertitel. Danach wechselte er nach Herford und spielte für die Herforder EG von 1990 bis 1994. Anschließend war er in verschiedenen Funktionen im Verein tätig.
International spielte er für die Eishockeynationalmannschaft der DDR und nahm an den Eishockey-Weltmeisterschaften von 1971 bis 1987 teil.
Peters starb im Alter von 67 Jahren im November 2018.